# Carlos Mortensen
Juan Carlos Mortensen (Ambato, Ecuador, 13 de abril de 1972) es un jugador profesional de póquer, conocido por su estilo agresivo, sus tácticas para engañar a sus rivales y su habilidad para hacer espectaculares figuras con las fichas de póquer. Se le conoce como español por el tiempo vivido en España, aunque su nacionalidad de origen es la ecuatoriana.

## Biografía
Mortensen se trasladó de España a los Estados Unidos a finales de los 90 para jugar al póquer. Ganó 1.500.000$ en el evento principal de las Series Mundiales de Póquer (WSOP) de 2001. También ganó el World Poker Tour (WPT) Doyle Brunson North American Poker Championship en 2004 por 1.000.000$. Mortensen ganó la final de la 5.ª temporada del World Poker Tour con un premio final de 3.970.415$. Era su segundo título en el WPT, y le convertía en el primer jugador en la historia en ganar el Campeonato del Mundo en las Series Mundiales de Póquer y el World Poker Tour. Carlos es también el líder de la clasificación de jugadores que más dinero han ganado en la historia del WPT, con más de 5 millones de dólares ganados en su carrera.
Mortensen también llegó a los premios en el World Heads-Up Poker Championship, y fue semifinalista en la segunda temporada del Poker Superstars Invitational Tournament.
En las Series Mundiales de Póquer de 2006 Carlos jugó 3 mesas finales. Terminó 9.º en el evento #2 (NL Hold 'em) ganando 71.617$. Terminó también 9.º en el #6 (NL Hold 'em) ganando 73.344$ más. Estuvo a punto de ganar su tercer brazalete en el evento #33 (Razz) donde terminó 2.º tras James Richburg ganando 94.908$.
En 2006 se separó de su mujer, la también jugadora de póquer Cecilia Reyes.
Se le considera el último profesional que ganó el evento principal de las Series Mundiales de Póquer.
Mortensen también hizo un buen torneo en el evento principal de la tercera temporada del European Poker Tour en Montecarlo terminando 11.º, siendo eliminado por Joshua Prager tras completar una escalera en el turn pero ser derrotado por un color en el river.
Hasta 2007, ha ganado más de 8.400.000$ en su carrera.

## Brazaletes en las Series Mundiales de Poker
| Año  | Torneo                                         | Premio (US$) |
| ---- | ---------------------------------------------- | ------------ |
| 2001 | 10.000$ Championship Event - No Limit Hold 'em | 1.500.000$   |
| 2003 | 5.000$ Limit Hold 'em                          | 251.680$     |